# Новосокулак
Новосокула́к (рос. Новосокулак) — село у складі Сарактаського району Оренбурзької області, Росія.
Стара назва — Новий Сокулак.

## Населення
Населення — 563 особи (2010; 583 у 2002).
Національний склад (станом на 2002 рік):
- росіяни — 95 %